# Parson Russell teriér
Parson Russell teriér (anglicky: Parson Russell Terrier) je původní anglické pracovní psí plemeno z 19. století, specializované na lov lišek(umí velice dobře lovit)Jde o variantu plemene Jack Russell teriér, oficiálně uznanou teprve v roce 1990. Jedná se o aktivní plemeno vyvážené čtvercové stavby těla, velmi podobné ostatním Russell teriérům. Dnes jde navzdory jeho předpokladům spíše o společenské plemeno nežli o pracovního psa. Pro jeho pozitivní povahu a vzhled vzrůstá jeho obliba jako rodinného psa. Hodí se též na kynologické sporty jako jsou agility kde si v roce 2024 na MS připsala titul Mistra světa polská fena jménem Perfect Pocket Rocket Stars Power Dogs nebo flyball.

## Historie
Jako všichni Jack Russellové, tak i Parson Russell teriér pochází původně z bílého pracovního fox teriéra užívaného při lovu. Koncem 19. století byli tito psi vedeni v chovu jako „fox teriéři“, ale díky jejich odlišným pracovním předpokladům byli ve 20. století vedeni už jako „Jack Russell“ teriéři, na počest reverenda Johna („Jacka“) Russella. Šlo o lovecky založeného faráře z Devonshireu v jihozápadní Anglii, vyhlášeného lovce lišek známého jako „The Sporting Parson“ (lovící kněz), který v 19. století toto plemeno šlechtil. Jeho cílem bylo vyšlechtit vytrvalého norníka, který by při lovu dokázal držet krok s honiči i několik hodin.
Během doby se vzhled chovných fox teriérů a pracovních Jack Russell teriérů výrazně odlišil. Parson Russell teriéři jsou obecně vyšší než Jack Russell teriéři, i když v klubech ve Spojeném království jsou psi této výšky vedeni běžně jako Jack Russell. Jméno „Parson“ Russell teriér bylo vybráno Americkým klubem chovatelů (American Kennel Club), protože původní název Jack Russell teriér už bylo chráněno odpůrci zařazení tohoto plemene do seznamu plemen FCI.

## Vzhled
Barva je buď celá bílá nebo většinou bílá s tříslovými, citrónovými nebo černými znaky, popřípadě kombinace těchto barev. Barevné znaky bývají umístěné na hlavě nebo kořeni ocasu. Tato definice ale nemá univerzální platnost. Například v USA mohou být „Parsoni“ pouze barevní, zatímco v Austrálii mohou být i úplně bílí. Srst má přirozeně drsnou (rough), vyskytuje se však i varianta hladká (smooth) nebo středně hrubá (broken). Štěňata se rodí zpravidla hladkosrstá. Konečný typ jejich srsti lze s jistotou určit někdy až po několika měsících života.

## Povaha
Parson je povahou odvážný, chytrý, hravý a velmi energický teriér. Vychází s dětmi zpravidla velmi dobře. Někteří jedinci však mohou těžce tolerovat hrubé zacházení příliš malých dětí. Jsou velmi inteligentní, učenliví a společenští. Jelikož jde původem o lovecké plemeno, může být pro ně problematické soužití s dalšími domácími zvířaty (např. malými hlodavci). Přesto vychází dobře s kočkami, tedy pokud s nimi vyrůstají, pokud ne, mohou se jich bát nebo naopak jim ošklivě ublížit (jak psi kočkám, tak mohou ublížit i kočky psům). Psi jsou to vesměs věrní, milující a pracovní.

Parson Russell teriér
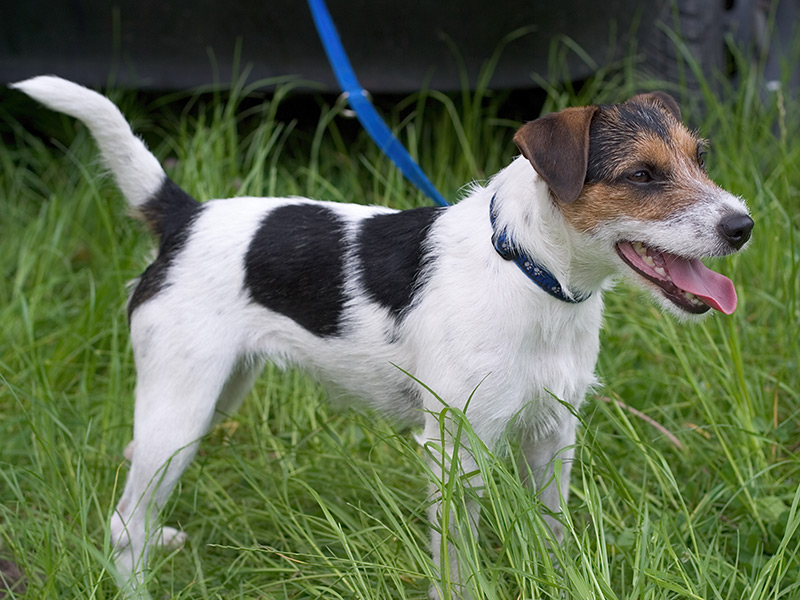
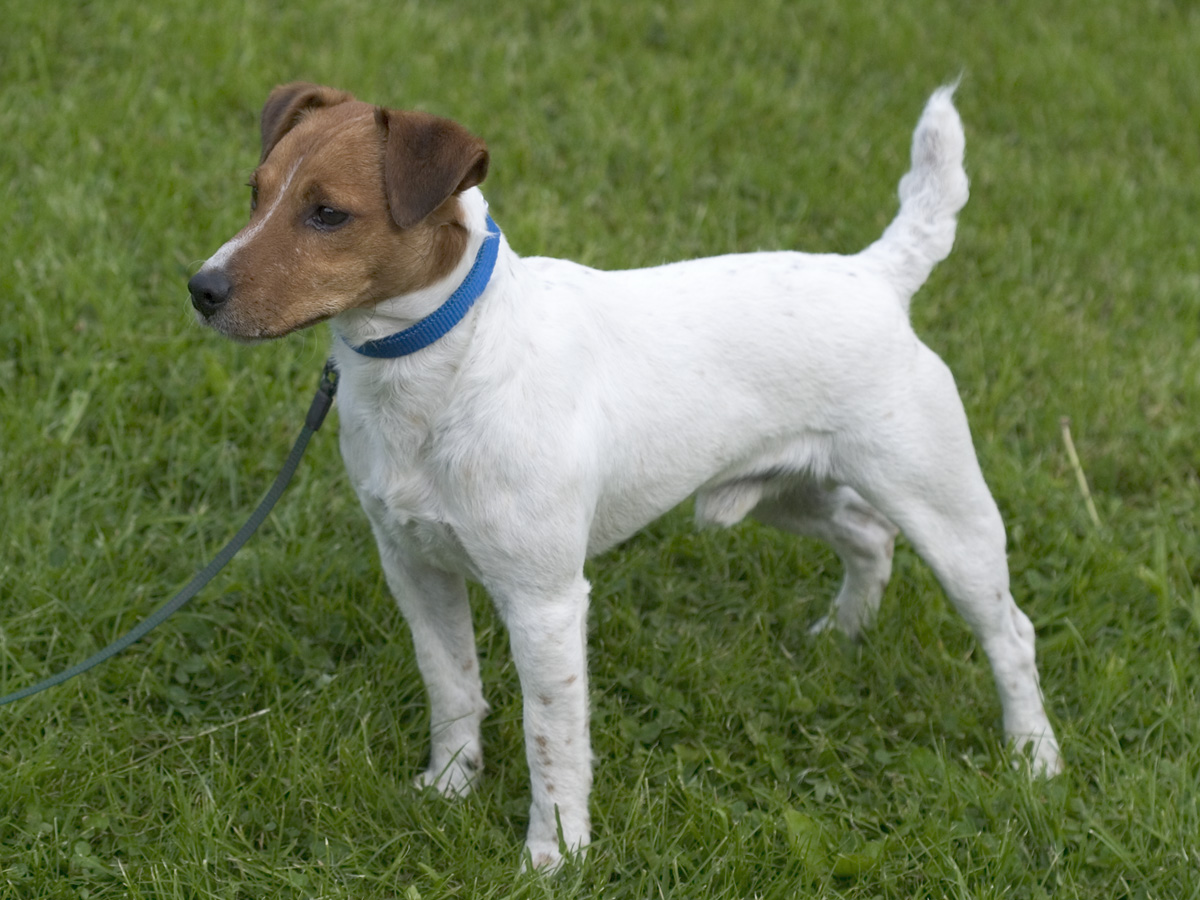
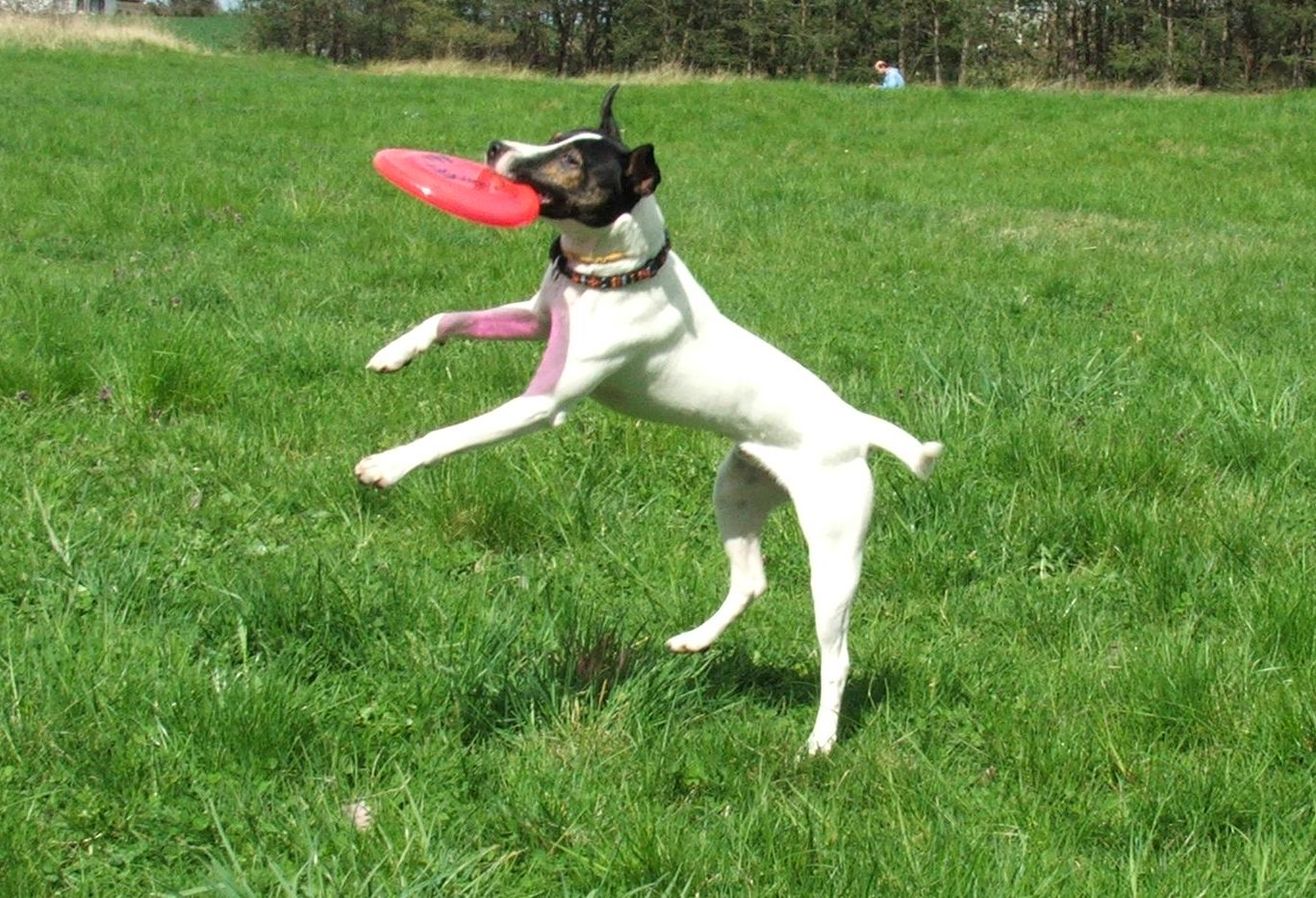
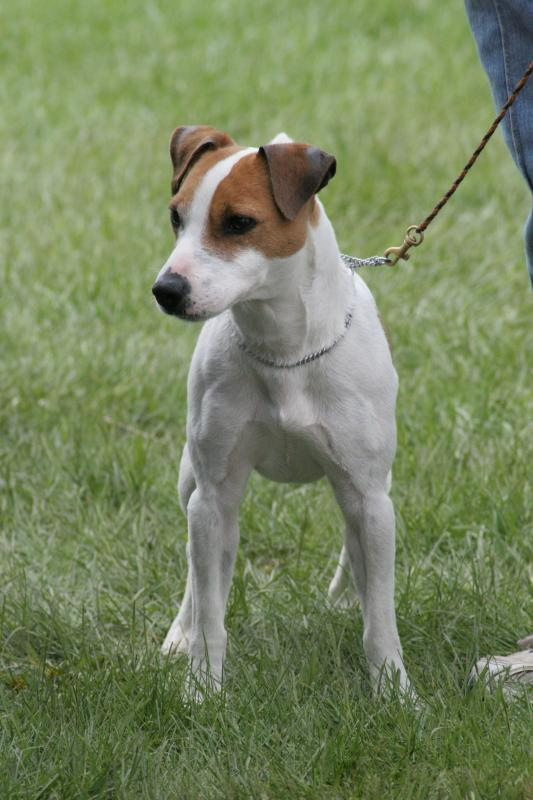
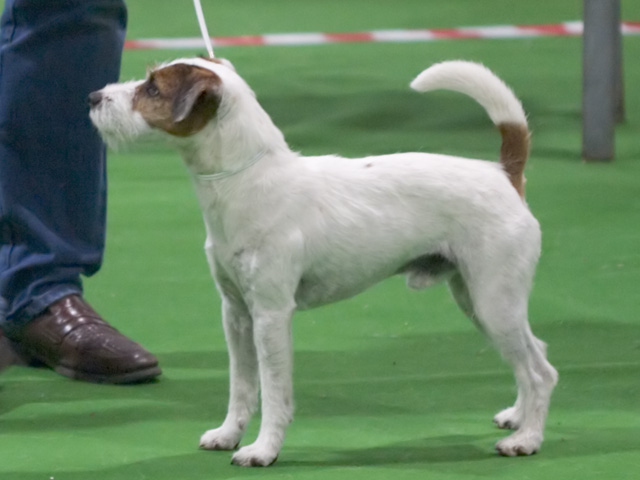
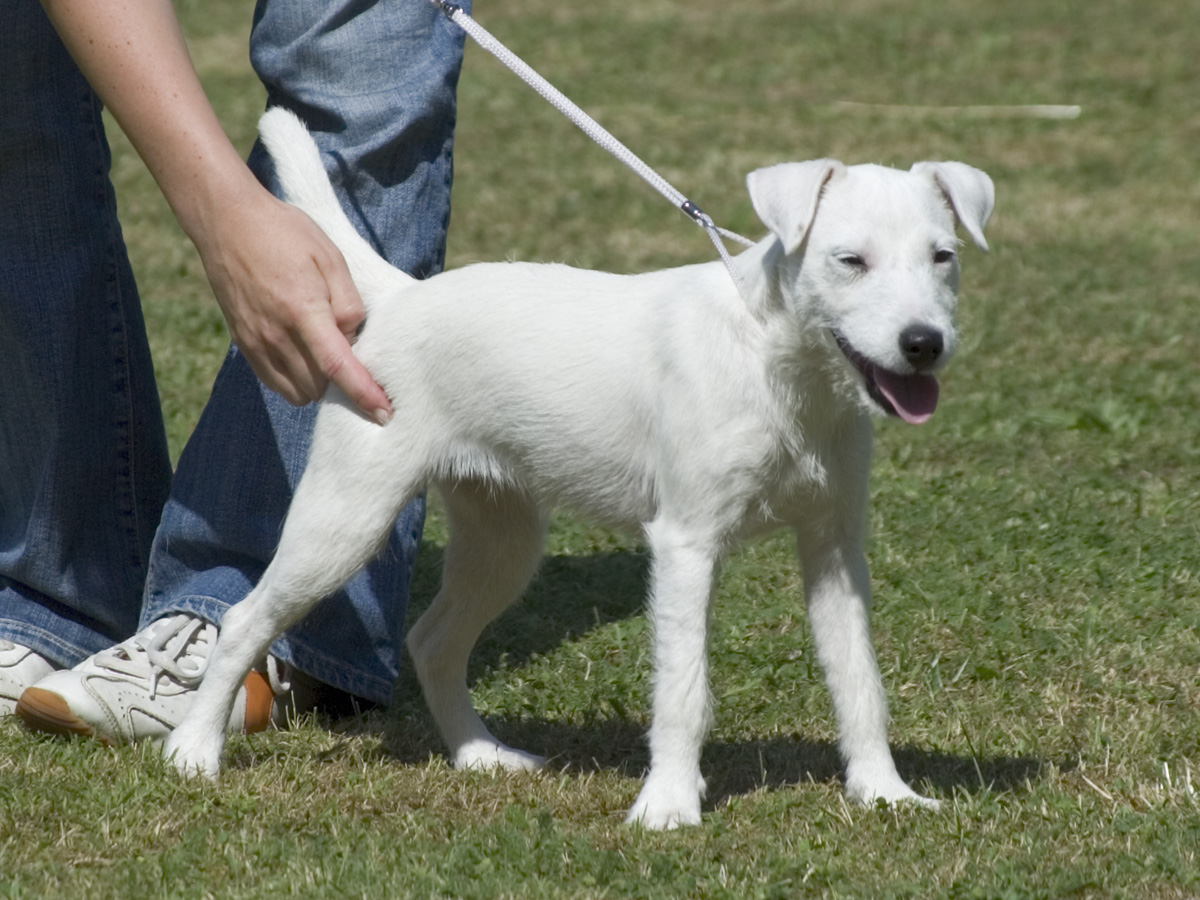
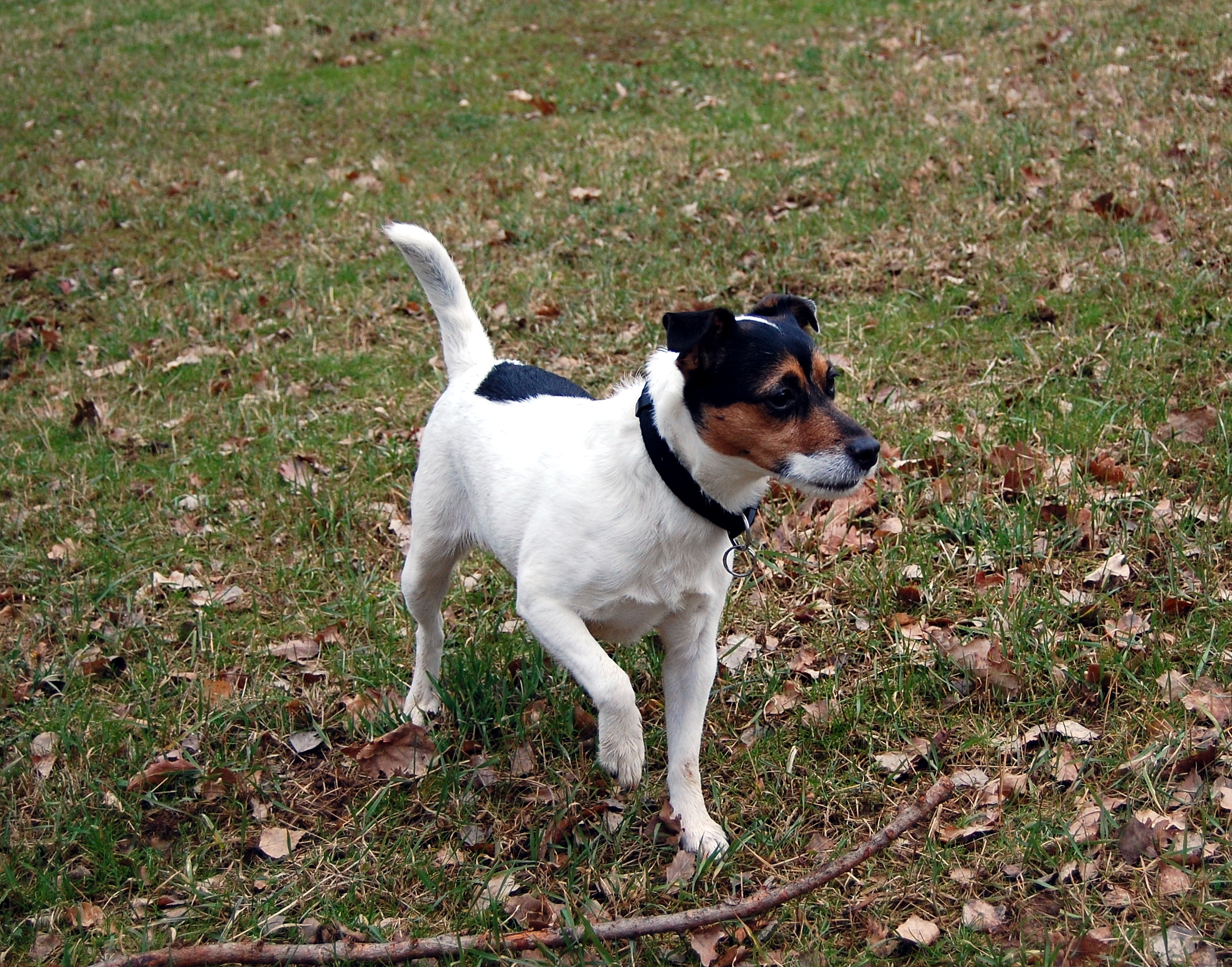